# 圣母无原罪堂 (芝加哥)

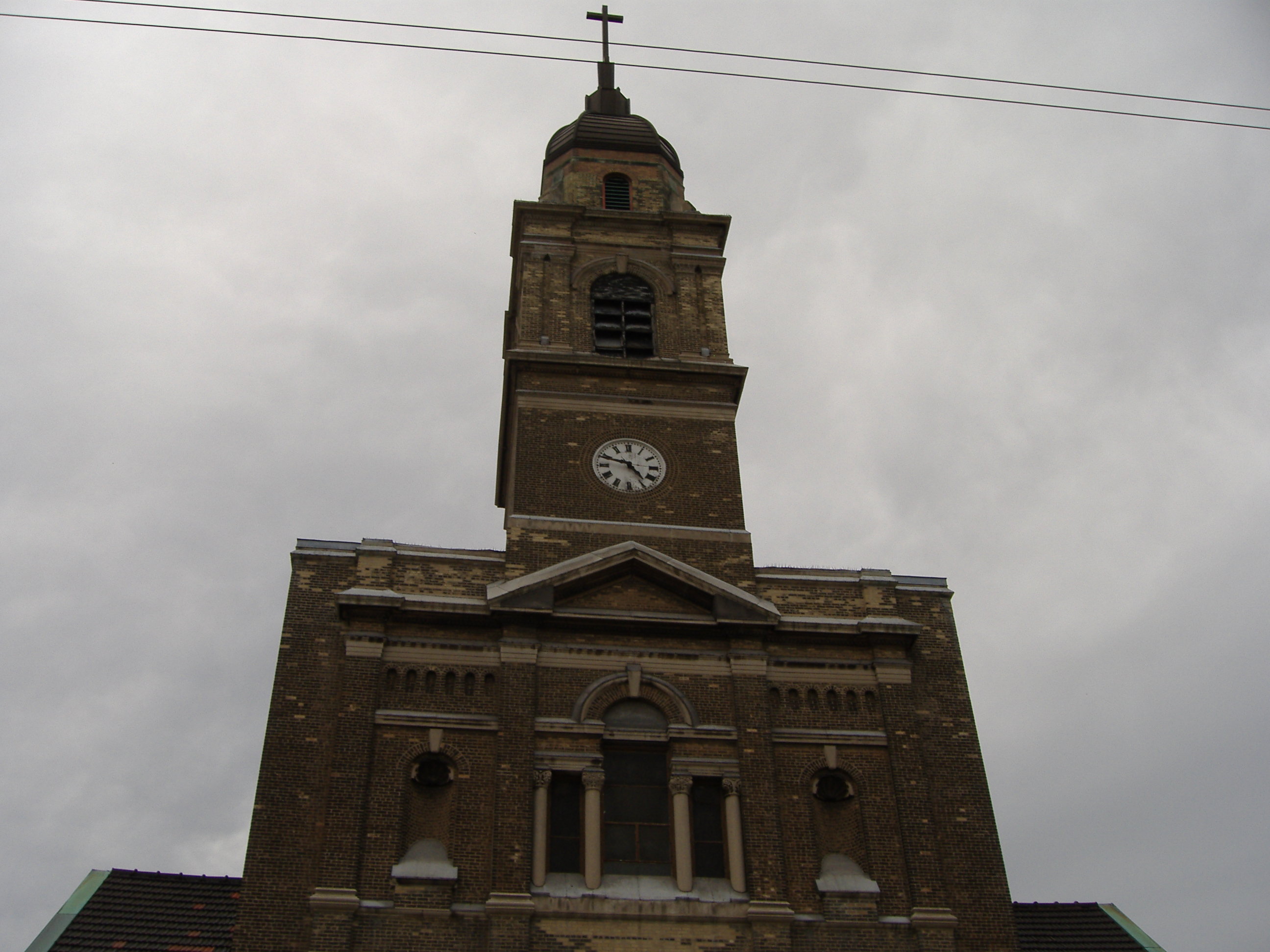
圣母无原罪堂

圣母无原罪堂（Church of the Immaculate Conception，波兰语：Kościół Niepokalanego Poczęcia Najświętszej Maryi Panny）是一座罗马天主教教堂，位于芝加哥南区西44街2745号。
圣母无原罪堂创建于1882年，是南区第一个服务于波兰裔钢铁工人的教堂。后来分出了三个堂区。
目前的教堂由马丁A.卡尔设计，于1899年完成。这是一座新文艺复兴建筑，令人回想15世纪和16世纪波兰立陶宛联邦的荣耀。该堂和圣弥额尔总领天使堂是两座主宰芝加哥南区天际线的宏伟的波兰教堂。